# Diplocentria perplexa
Diplocentria perplexa là một loài nhện trong họ Linyphiidae.
Loài này thuộc chi Diplocentria. Diplocentria perplexa được Ralph Vary Chamberlin & Wilton Ivie miêu tả năm 1939.